# Nastri d'argento 1956
Els Nastri d'argento 1956 foren l’onzena edició de l'entrega dels premis Nastro d'Argento (Cinta de plata) que va tenir lloc el 1956.

## Guanyadors

### Productor de la millor pel·lícula
- Cines - Amici per la pelle

### Millor director
- Michelangelo Antonioni - Le amiche

### Millor guió
- Pasquale Festa Campanile, Massimo Franciosa i Giuseppe Mangione - Gli innamorati

### Millor interpretació protagonista masculí
- Alberto Sordi - Lo scapolo

### Millor actriu no protagonista
- Valentina Cortese - Le amiche

### Millor actor no protagonista
- Memmo Carotenuto - Il bigamo

### Millor banda sonora
- Angelo Francesco Lavagnino - Vertigine bianca

### Millor fotografia
- Gianni Di Venanzo - Le amiche

### Millor curtmetratge
- Tempo di tonni de Vittorio Sala

### Millor pel·lícula estrangera
- Casque d'or de Jacques Becker